# Pierre Vial
Pierre Vial (25 de diciembre de 1942) es un académico y político de extrema derecha francés.
En 1994 funda el movimiento identitario Tierra y Pueblo.

## Biografía

### Carrera militante
Pierre Vial nació en una familia católica tradicionalista y realista y anticomunista.[cita requerida] Durante la década de 1960 fue miembro del Movimiento Nacionalista del Progreso de Dominique Venner. En 1969 participó en la fundación del GRECIA. Preside en su seno la comisión Historia, que trabaja sobre el tema «Un ejemplo de transmisión por una sociedad particular: la Iglesia católica».
En 1975 cofunda Europa-Juventud, luego el año siguiente las ediciones Copérnico, de la que se convierte en gerente.
En 1978, aparece bajo la firma de Michel Poniatowski el libro L'avenir n'est écrit nulle part (El futuro no está escrito en ninguna parte), que afirmó haber redactado con Alain de Benoist o Bruno Tellenne.
En el verano de 1979, organiza el «juramento de Delfos», en el marco de un «peregrinaje a las fuentes» de la «civilización europea» en Grecia, que reúne a una treintena de cuadros neoderechistas.
Secretario general del GRECIA de 1978 a 1984 (sustituido en esa fecha por Jean-Claude Cariou)[6], ya no es miembro, pues sus posiciones «racialistas» están en las antípodas de las ideas de Alain de Benoist.
Se incorporó al Frente Nacional en 1988, se convirtió en miembro de su Consejo Científico en 1989 y fue elegido concejal de Villeurbanne y luego consejero regional de Rhône-Alpes bajo esta etiqueta. Durante un tiempo ocupó una vicepresidencia de la Comisión cultural del Consejo regional Rhône-Alpes. También pertenece al comité de patronato de la revista Identité (Identidad).
Perteneciente a la Asociación de Amigos de San Lupo, participó en el volumen Rencontres avec Saint-Loup (1991) (Encuentros con Saint-Loup). Es considerado el principal representante de su «tendencia neopagana». Dirigió la publicación de La Grande Bourgogne..
En 1998, Pierre Vial fue partidario de Bruno Mégret durante la escisión del Frente Nacional. Pasó al MNR, fue candidato a las elecciones europeas de 1999, y abandonó el partido en 2001. Se presentó en 2003 en las elecciones cantonales en Villeurbanne con el apoyo del Frente Nacional y luego contribuye a crear, a nivel nacional y mundial, una serie de organizaciones que tienen por objeto la «defensa de la raza blanca», entre ellas, en Francia, el Conseil représentatif des associations blanches (Consejo representativo de las asociaciones blancas).[cita requerida]
El presidente de la asociación Terre et People que fundó en 1994, Pierre Vial es activo en Francia como en Europa en los confluentes del paganismo y de la supremacía blanca.
En junio de 2006, participa en Moscú en la «conferencia Internacional sobre el Futuro del Pueblo Blanco», que reúne a organizaciones cercanas a Tierra y Pueblo, y desemboca en la firma de una «llamada», dice «de Moscú».
Desde 2009, Pierre Vial forma parte de la dirección nacional de la Nueva Derecha Popular, movimiento nacionalista e identitario constituido en torno al exdiputado alsaciano Robert Spieler. Es uno de los dirigentes de la Unión de la Derecha Nacional. Participa regularmente en las Jornadas nacionales e identitarias organizadas por la revista Síntesis nacional.
Pedro Vial firma también de manera regular, en las columnas del semanario Rivarol, una crónica titulada «El Deber de Historia de Pedro Vial», en la que vuelve sobre un acontecimiento del pasado.

### Carrera universitaria
Recibido en la agregación de historia, deposita un tema de tesis de Estado sobre "Las Supervivencias del paganismo en el cristianismo medieval en Occidente de 655 a finales del siglo IX".
De 1970 a 2004, es profesor de conferencias de historia medieval en la Universidad Jean-Moulin - Lyon III, donde es miembro del Instituto de Estudios Indo-Europeos.

## Publicaciones
- Con Jean Mabire, Los Solstices : historia y actualidad, París, GRECE, 1975.
- Los Vikings, reyes de las tormentas, París, Versoix, 1976.
- Dir., Para una renaissance cultural : el GRECE toma la palabra, ediciones Copernic, París, 1979, 287 p.-[12] p.,  ( ), (BnF 346526840 BnF 346526840 no BnF 346526840). – Selección de artículos précédemment aparecidos, para la mayoría, en las columnas de la revista Elementos, entre 1975 y 1979.
- Con Alain de Benoist, La Muerte : tradiciones populares, historia y actualidad, El Laberinto, coll. « Comunidades y tradiciones» no , París, 1983, 142 p.., [no de ISBN], (BnF 34729303k BnF 34729303k no BnF 34729303k).
- La Batalla del Vercors, 1943-1944, Prensas de la Ciudad, coll. « Tropas de choque : documento », París, 1991, 303 p.-[16] p.,  ( ), (BnF 354675153 BnF 354675153 no BnF 354675153).
- Con Jean Mabire, Los Vikings a través del mundo :
  - Primera edición : La Ancla de marina, Saint-Malo, 1992, 240 p.-[24] p.,  ( ), (BnF 356956077 BnF 356956077 no BnF 356956077).
  - Reedición, revista, aumentada y actualizada, con una préface de Piedra Vial : Ediciones del Lore, Chevaigné, 2007, 220 p..,  ( ), (BnF 41191442x BnF 41191442x no BnF 41191442x).
- La Sangre de las Glières, Prensas de la Ciudad, coll. « Documento », París, 1993, 247 p.-[16] p.,  ( ), (BnF 35605214j BnF 35605214j no BnF 35605214j).
- La Chevalerie europea, RETO, coll. « Prolégomènes », Boulogne-Billancourt, 1998, 139 p..,  ( ), (BnF 370577469 BnF 370577469 no BnF 370577469).
- Con Olivier Chalmel, Una tierra, un pueblo (préf. Guillaume Faye), París, Ediciones Tierra y Pueblo, 2000.
- Dir., Paseos al cœur de la Europa pagana, El Bosque, 2002.
- Éd., Antología pagana, El Bosque, 2004  ( ).
- Dir., Fiestas paganas de las cuatro estaciones, El Bosque, 2008  ( ).
- Vincenot, Pardès, coll. «Que estoy-?», Grez-sobre-Loing, 2009.
- Ritos paganos del berceau a la tumba, El Bosque, 2014.

## Anexos